# Mandolin
A mandolin kis pengetős hangszer. Elsősorban műkedvelő vagy népzenei hangszerként, de a műzenében is használatos. Sokféle formájú, méretű, hangolású változata van. Pengetővel szólaltatják meg. Leggyakrabban négy dupla fémhúrja van, a hegedűvel azonos módon behangolva. Részei: tető, test, nyak, húrok.

## Leírása

### Tető
Teteje lehet sík tábla, keresztirányban megtört, vagy a hegedűhöz hasonlóan domborúra faragott. Körvonala leggyakrabban csepp alakú, néha körteforma. A hanglyuk lehet centrális, kerek vagy ovális, faragott tető esetén f-lyukak is lehetnek rajta. Jellemző tartozék a teknőcből, szaruból, keményfából vagy műanyagból készült koptató, amely a tetőt hivatott megvédeni a pengető karcolásaitól. Ez gyakran díszítő elemként is funkcionál.

### Test
Hagyományosan a test erősen domború, keskeny szelvényekből van összeállítva, de lehet gitárszerűen kávás felépítésű, ez esetben lapos, feszített, vagy hegedűszerűen domborúra faragott hátlapja van.

### Nyak
A nyak a szeptim vagy az oktáv helyén csatlakozik a testhez, a fogólap a tető síkja fölé emelkedik, továbbnyúlik, bundozva van. A hangolófej a leggyakrabban lapos, hátranyúló kulcsokkal, ma már kizárólag mechanikus húrgépekkel.

### Húrok
Négy dupla fémhúrja van páronként uniszónóra hangolva. Minden mai mandolintípusra jellemző, hogy a hegedűhöz hasonlóan a húrláb és a húrtartó elkülönül egymástól, a húrláb mozgatható, a húrok azon megtörve a hangszertest alsó részéhez futnak, és egy, az alsó tőkéhez szegezett fém húrtartóhoz csatlakoznak. Mindig pengetővel pengetik, jellemző a pengető szapora ide-oda mozgatásával létrehozott tremolószerű játékmód.

## Típusai
A napjainkban is használt mandolintípusok a következők:
- Nápolyi mandolin: ez a legrégebbi, hagyományos változat. Cseppszerű formája, nagyon öblös, domború teste van, ovális hanglyukkal, a húrláb magasságában megtört tetővel. A nyak a 10. bundnál csatlakozik a testhez.

- Portugál mandolin: a nápolyi mandolinhoz hasonló körvonalú, de teste kevésbé öblös. A gitárhoz hasonló konstrukció szerint sík tetővel, kávával, feszített hátlappal épült hangszer.

- Bluegrass mandolin: a 20. század elején született, Orville Gibson (1856-1918) manufaktúrájában. Észak-Amerikában napjainkban ez a legnépszerűbb típus. Keskeny kávája, hegedű módjára faragott domború teteje és háta van. Ennek a hangszernek a hangolásán, húrozásán, játékmódján kívül már szinte semmi köze sincs az eredeti mandolinhoz.

- Mandolin-bendzsó: a mandolin húrozásának, nyakának és a bendzsó dobszerű, membrános rezonátortestének összeházasításából született viszonylag modern hangszer.

- Dél-amerikai mandolinok: változatos formájú és húrozású hangszerek, szinte mindig kávás felépítésűek. A perui mandolinnak öt dupla húrja van, az ecuadori bandolinnak öt tripla húrja, egyaránt gitárszerű (kvart-terc) hangolással.

## Története

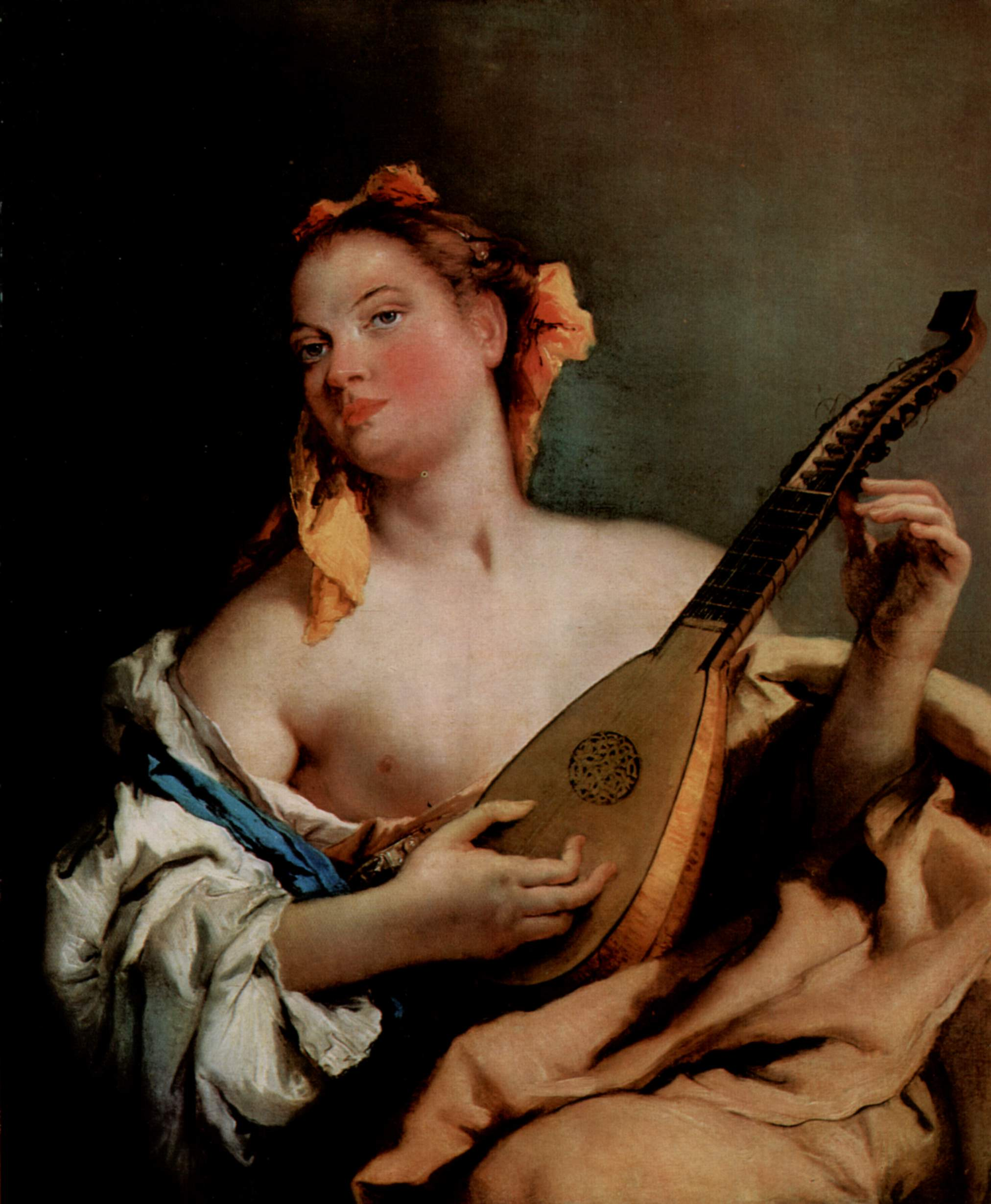
Milánói mandolin Tiepolo képén

A 17. század elejétől kezdve találunk utalásokat mandor, mandora, mandola, mandolino elnevezésű kis lantszerű pengetős hangszerekre. Ezek feltehetőleg nem a korabeli lant továbbfejlesztései, inkább azzal párhuzamosan fejlődő hangszertípusok voltak. A lanttól eltérően a kulcsszekrényük nem derékszögben megtört volt, hanem finoman, ívelten hátrahajló. Kezdetben négyhúrosak (kórusosak) voltak, de hamarosan ötödik-hatodik húrt (húrpárt) is kaptak. Bélhúrokkal voltak felszerelve, hol plektrummal, hol ujjakkal pengették őket.
A mai mandolin őse 1740 körül jelent meg először. E hangszer első ránézésre a régebbi mandolákhoz, mandolinokhoz hasonlít, de tüzetesebben szemügyre véve lényeges különbségek mutatkoznak:
- bélhúrok helyett fémhúrok;
- félkör keresztmetszetű test helyett félig kávás, félig lantszerű, nagyon öblös korpuszmegoldás;
- az ívelt, vályús rendszerű helyett lapos hangolófej, hátranyúló kulcsokkal, a korabeli gitárokhoz hasonló;
- a lantszerű húrláb helyett a hegedűnél alkalmazotthoz hasonló megoldás, tehát a húrláb és a húrtartó elkülönítése;
- ennek megfelelően az alacsony húrláb használata céljából a sík tető keresztirányban való megtörése, hogy a húrok alacsony húrláb használata mellett is kellő nyomást fejtsenek ki a lábra, és így a tetőre.

Ezek a jellegzetességek együttesen arra engednek következtetni, hogy ez a hangszer nem annyira a régebbi mandola-félékből, mint inkább a fent említett sajátosságokat viselő chitarra battentéből, egy 17. századi gitárféleségből alakult ki. Ezt az új hangszert nevezték el nápolyi mandolinnak. Csak négy dupla fémhúrja van, de mivel ezek kvintenként vannak hangolva, viszonylag nagy a hangterjedelme. A hegedűvel azonos hangolása megkönnyíti játékának elsajátítását. A mai mandolinok legtöbbje e hangszer leszármazottja.
Fontos itt megjegyezni, hogy Vivaldi és Händel mandolinszólóikat még nem erre, hanem a régebbi, milánói mandolinra komponálták.

## Külső hivatkozások
- A mandolin rövid története angolul
- Ludvig József: Mandoliniskola